# التعليم في تايلاند
التعليم في تايلاند يتم رعاية التعليم من قبل الحكومة التايلاندية من خلال وزارة التربية والتعليم من مرحلة رياض الأطفال الي الثانوي والتعليم الأساسي مجاني لمدة أثني عشرة عاما بموجب الدستور التايلاندي والزامي في أول تسع سنوات دراسية.
التعليم النظامي في تايلاند يتألف من اثني عشر عاما من التعليم الأساسي وينقسم الي ست سنوات من التعليم الابتدائي وست سنوات من التعليم الثانوي وينقسم التعليم الثانوي الي ثلاث سنوات لمرحلة الثانوية الدنيا (المرحلة الاعدادية) وثلاث سنوات للثانوية العليا.
رياض الأطفال جزء من التعليم الأساسي ماقبل الابتدائي في النظام التايلاندي وتمتد من من سنتين الي ثلاث سنوات ولاتعتبر رياض الأطفال من التعليم الإلزامي الذي نص عليه الدستور التايلاندي، تعتبر المدارس غير الحكومية تسهم بشكل كبير في البنية الأساسية للتعليم العام، الجامعات العامة والخاصة في تايلاند يتم ادارتها من قبل لجنة التعليم العالي التاعبة لوزارة التربية والتعليم.

## نظام الدراسة

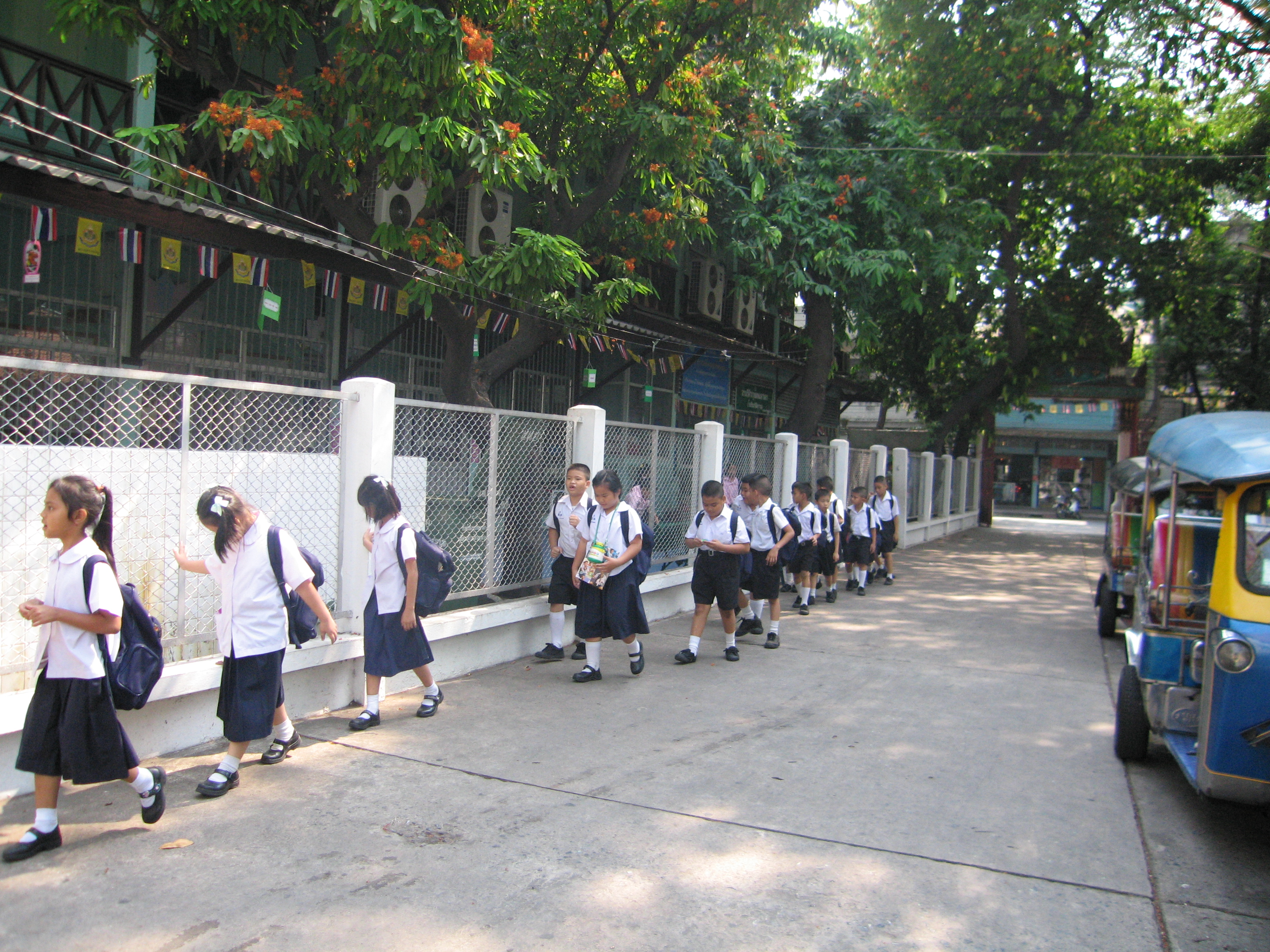
تلاميذ المدارس الابتدائية في تايلند

ينقسم هيكل المدرسة الي اربع مراحل رئيسية (ابتدائي من مرحلتين وثانوي من مرحلتين) :

### الابتدائي
- الأولي : ثلاث سنوات في المدرسة الابتدائية للفئات العمرية 6-8.
- الثانية : من السنة الرابعة وحتي السنة السادسة للفئات العمرية 9 حتي 11.

### الثانوي
- المرحلة الأولي : من السنة الأولي الي الثالثة للفئات العمرية 12 حتي 14.
- المرحلة الثانية : من السنة الرابعة وحتي السادسة للفئات العمرية 15 حتي 17.

تدار المدارس العامة من قبل الحكومة وكذلك القطاع الخاص وتشمل المدارس التي تديرها من اجل الربح وهناك مدارس غير ربحية تدار من قبل منظمات خيرية.

## السنة الدراسية
تنقسم السنة الدراسة في تايلاند الي فصلين دراسين والمدارس الابتدائية والثانوية يمتد عموما من منتصف مايو الي مارس ومن يونيو الي مارس للتعليم العالي.

## الزي الدراسي
الزي الدراسي الموحد ألزامي لجميع الطلاب مع وجود اختلافات قليلة جدا في النماذج في جميع أنحاء المدارس العامة والخاصة.